# Старая (Андреапольский район)
Ста́рая (Климово)  — деревня в Андреапольском районе Тверской области. Входит в Торопацкое сельское поселение.

## География
Расположена примерно в 12 верстах к северо-западу от города Андреаполь на речке Русановка.

## История
В конце XIX — начале XX века деревня входила в Торопецкий уезд Псковской губернии.. Она имела два разных названия Старая и Климово.

## Население
| 2002 | 2010 |
| ---- | ---- |
| 0    | →0   |